# Johannes Scheit
Johannes Scheit (* 30. Januar 1989 in Köln) ist ein deutscher Schauspieler.

## Leben
Bekannt wurde er durch die Rolle des Tom Ziegler in der deutschen Fernsehserie Lindenstraße, die er von Juli 1989 bis Juli 2011 verkörperte. Sein erster Auftritt als gemeinsames Kind der Serienfiguren Anna Ziegler und Hans Beimer war in Folge 191, als er als Baby gerade ein halbes Jahr alt war. Damit gehört Johannes Scheit gemeinsam mit Julia Stark, die die Rolle der Sarah Ziegler spielt, zu den Darstellern der Serie, die ihre Serienrolle fast von ihrer Geburt an spielten.
Als Jugendlicher absolvierte Johannes Scheit parallel zu den Dreharbeiten zur Serie ein Schauspielcoaching.
Johannes Scheit, der einen jüngeren Bruder hat, besuchte das Gymnasium und legte 2009 erfolgreich das Abitur ab. Seine Hobbys sind Sport (Leichtathletik, Skifahren) und Musik.
Im Juli 2011 nahm er seinen Abschied von der Lindenstraße und begann eine Ausbildung zum Kfz-Mechatroniker. 2012 und 2013 war er in Videobotschaften noch mal in der Lindenstraße zu sehen. 2018 hatte er einen Gastauftritt anlässlich der Beerdigung seines Serien-Vaters.

## Filmografie
- 1989–2011, 2012, 2013, 2018: Lindenstraße (Fernsehserie, 325 Folgen)